# The Chicks
 (août 2025).
The Chicks (anciennement Dixie Chicks) est un groupe américain de country, originaire de Dallas, au Texas Il explore divers genres musicaux avec succès, en particulier la country, le bluegrass et la pop. Le groupe se compose de trois membres, les sœurs Martie Maguire et Emily Robison ainsi que la chanteuse principale Natalie Maines.
Le groupe est formé en 1989 à Dallas au Texas, et est composé au départ de quatre jeunes femmes passionnées de bluegrass et de country. Cette première formation écume les festivals de bluegrass durant six ans, et bien qu'il se fasse un nom sur la scène bluegrass texane, il ne réussit jamais à percer au niveau national. Après le départ de deux membres (dont la chanteuse principale), les Chicks modifient leur répertoire et rencontrent un succès à grande échelle dans le milieu de la country et de la pop. Les premiers tubes datent de 1998 avec la sortie de leur album Wide Open Spaces. Les trois jeunes femmes deviennent célèbres non seulement pour leur talent musical, mais aussi pour la diffusion de leurs opinions concernant des sujets d'intérêt public tels que la guerre en Irak et la situation politique américaine.
Lors d'un concert à Londres en 2003, dix jours avant l'invasion de l'Irak par les troupes américaines, la chanteuse Natalie Maines déclare « Nous ne voulons pas de cette guerre ni de cette violence, et nous avons honte que notre président (George W. Bush) soit originaire du Texas » (les Chicks étant elles-mêmes texanes). Ce commentaire est très mal reçu par une grande partie de l'auditoire country dont les idées politiques sont traditionnellement ancrées à droite, du côté conservateur. The Chicks sont accusées d'antipatriotisme. Les conséquences sont importantes pour le groupe ; les ventes d'albums et de billets s'écroulent, les messages de haine se multiplient, avec une menace de mort dirigée contre Natalie Maines et des actes de vandalisme pratiqués par des intrus au domicile d'Emily Robison.
Malgré cet épisode, The Chicks ont remporté 13 Grammy Awards, dont 5 datant de 2007 pour leur album Taking the Long Way, sorti après cette dernière controverse. C'est le groupe country féminin ayant vendu le plus d'albums country dans le monde avec plus de 30,5 millions écoulés depuis ses débuts en 1990,,.

## Histoire

### Première formation bluegrass (1989-1995)
À l'origine, le groupe avait pour membres la contrebassiste Laura Lynch, la guitariste Robin Lynn Macy et les sœurs Erwin, toutes deux multi-instrumentistes. Les sœurs ont depuis changé de nom de famille : Martie est connue sous le nom de Martie Seidel de 1995 à 1999 à la suite de son mariage avec Ted Seidel, mais leur union ne dure pas et elle se remaria en 2001 avec Gareth Maguire, d'où son nom actuel, Martie Maguire (Gareth et Martie ont trois filles, les jumelles Eva et Kathleen nées en 2004, et Harper née en 2008). Emily quant à elle épouse le chanteur de country et americana Charlie Robison en 1999 et ils ont trois enfants, Gus né en 2002 et les jumeaux Julianna et Henry nés en 2005. Malgré leur divorce en 2008, Emily continue de se faire appeler Emily Robison.
Le nom "Dixie Chicks" vient d'une chanson de Little Feat intitulée Dixie Chicken. Les quatre jeunes femmes commencèrent par interpréter des standards de la country et des morceaux instrumentaux de bluegrass. Elles chantaient toutes les quatre, mais Martie et Emily avaient tendance à faire les chœurs tandis que Laura et Robin prenaient le devant de la scène. Martie jouait alors du violon, de la mandoline et de la viole. Emily pratiquait le banjo et le dobro.
En 1990, les Dixie Chicks sortirent un premier album indépendant, Thank Heavens for Dale Evans, dont le titre est un hommage à Dale Evans, musicien aux multiples talents. Deux titres instrumentaux figurent sur cet album, spécialité dans laquelle le groupe excellait. Martie avait notamment terminé deuxième en 1987 et troisième en 1989 aux championnats nationaux de violon qui s'étaient déroulés à Winfield au Kansas. Le groupe produit un single de Noël à la fin de l'année 1989, un 45 tours intitulé Home on the Radar Range sur lequel figurent les chansons Christmas Swing (face A) et The Flip Side (face B). À l'époque les jeunes femmes adoptaient un style country très traditionnel, au niveau musical comme au niveau vestimentaire (chapeaux, santiags et franges étaient de la partie). Leur exposition médiatique demeura néanmoins locale, à l'exception d'une représentation au Grand Ole Opry et de quelques participations à l'émission de radio A Prairie Home Companion, présentée par Garrison Keillor sur la chaîne NPR.
Les Dixie Chicks commencent à avoir de plus en plus de fans, et gagnèrent notamment le prix du meilleur groupe au Telluride Bluegrass Festival avant de faire la première partie de stars de la country telles que Garth Brooks, Reba McEntire ou encore George Strait.
En 1992, un second opus indépendant, Little Ol' Cowgirl voit le groupe progresser vers un son country plus moderne, peut-être en raison de collaborations avec d'autres musiciens. Ce changement de style ne plait cependant pas à Robin Lynn Macy qui décida de quitter l'aventure à la fin de l'année, pour retourner vers un son bluegrass plus traditionnel. Elle est aujourd'hui[Quand ?] toujours active sur les scènes locales de Dallas et d'Austin. C'est à cette époque que le joueur de steel guitar professionnel Lloyd Maines (qui était présent sur leurs deux précédents albums) présenta les sœurs Erwin à sa fille Natalie, dont l'ambition était d'être chanteuse. Lloyd Maines voyait en sa fille une remplaçante potentielle pour Robin Lynn Macy, et il donna à Martie et Emily une cassette sur laquelle Natalie chantait. Cette cassette avait déjà permis à Natalie d'intégrer le Berklee College of Music. Il était évident que sa voix très reconnaissable fonctionnerait à merveille avec les chœurs de Martie (soprano) et ceux d'Emily (alto). Martie et Emily prirent le temps de réfléchir aux options qui s'offraient à elle, et alors que les maisons de disques affichaient toujours une certaine réticence à faire signer un groupe exclusivement féminin, quelques critiques musicaux remarquèrent enfin les Dixie Chicks.

«  »

— Certaines maisons de disques vont très vite s'en mordre les doigts lorsque les Dixie Chicks seront les reines incontestées de la scène Honky Tonk. À en croire leur concert de la semaine dernière à Birchmere, ces Chicks ont ce qu'il faut pour percer, et pourtant aucun label n'a sauté le pas en leur faisant signer un contrat., Eric Brace, The Washington Post, 30 mars 1992.
Laura Lynch, propulsée au rang de chanteuse principale sur leur troisième album Shouldn't a Told You That en 1993, n'attisa pas davantage l'intérêt d'un label, et le groupe dut se rendre à l'évidence que leur succès ne dépassait toujours pas les frontières de l'État texan.
Leur nouveau manager Simon Renshaw prend contact avec le producteur Scott Siman, qui fait enfin signer au groupe un accord avec Sony Music Entertainment Nashville à l'été 1995. C'est à ce moment-là que les Dixie Chicks remplacèrent Laura Lynch par Natalie Maines. Il existe plusieurs versions du départ de Laura, et il est difficile de savoir laquelle correspond le plus à la réalité. Selon Martie et Emily, Laura avait exprimé des doutes sur son futur au sein du groupe depuis déjà plus d'un an, en raison de son désir de passer plus de temps auprès de sa fille, ce que le tournées incessantes l'empêchaient de faire. Laura aurait proposé de rester pour les démos du premier album avec Sony avant de quitter le groupe définitivement. Martie et Emily ne souhaitant pas que la situation devienne confuse aux yeux de la maison de disques, il aurait été décidé collectivement que Laura quitterait l'aventure avant même les premiers enregistrements. Néanmoins au cours d’une interview quelque temps plus tard, Laura déclara : « Ce n'était pas ce que j'appellerais une démission. Il y avait trois Dixie Chicks, et j'étais seule contre deux. » Selon ses propres dires Laura « pleura tous les jours pendant six mois » après son départ du groupe.

### Wide Open SpacesetFly(1997-2000)
Avec Natalie Maines, la nouvelle formation adopte un style musical beaucoup plus moderne, ainsi qu'un nouveau look, troquant les robes à franges contre des tenues à la mode, ce qui permet à un public plus large de s’identifier aux jeunes femmes. Renshaw envoie le producteur Blake Chancey travailler avec le groupe à Austin.
Après l'arrivée de Natalie Maines, la configuration instrumentale resta la même, si ce n’est que Natalie n’était pas contrebassiste. Au lieu de cela elle jouait de la guitare acoustique et électrique, et parfois de la basse et de la guitare papoose en concert. Elle chantait, et Martie et Emily faisaient les chœurs. Les talents d’Emily s’étaient épanouis depuis les débuts des Dixie Chicks et elle avait désormais plus d’influence sur le son du groupe, jouant elle aussi de la guitare, de l’accordéon, du sitar et du papoose en plus du banjo et du dobro. Outre ses talents de violoniste, Martie jouait de plus en plus de mandoline, viole et guitare. Les sœurs furent ravies du changement, et Martie déclara : « Natalie apporte un côté rock et blues. Ca nous a donné à Emily et à moi l’opportunité d’explorer d’autres styles musicaux que nous avons toujours aimés, mais auparavant nous avions le sentiment que nos instruments nous limitaient à la country et au bluegrass[source insuffisante]. »
Au cours de l’année suivante, Sony vint à Austin pour constater les progrès des nouvelles Dixie Chicks, et s’engagea à les faire signer un contrat à long terme. Le single I Can Love You Better est lancé en octobre 1997 et atteint le top 10 des ventes de country américaine, pendant que la nouvelle formation finissait d’enregistrer son premier album. Wide Open Spaces est commercialisé à compter du 23 janvier 1998. En l’espace d’un an, les trois autres singles issus de l’album se classent parmi le top 10 des ventes de country aux États-Unis : There's Your Trouble, You Were Mine et la chanson qui donna son titre à l'album, Wide Open Spaces[réf. nécessaire].
Ce premier opus avec Natalie permit aux Dixie Chicks d’atteindre un public très large, et il se classe à la cinquième place des ventes aux États-Unis non seulement dans la catégorie country mais aussi dans la catégorie pop. En un an seulement l’album se vendit à 12 millions d’exemplaires, faisant des Dixie Chicks les détentrices du record de ventes réalisées par un groupe dans l’histoire de la musique country. Les ventes dépassèrent également les frontières américaines, et l’album devint disque de diamant. Il est considéré qu’en 1998 les Dixie Chicks vendirent plus de CD que tous les autres groupes country combinés. Les grands de la country remarquèrent enfin les jeunes femmes, qui reçurent en 1998 le Horizon Award de la révélation de l’année. En 1999 le groupe reçu ses premiers Grammy Awards, ainsi que la reconnaissance de la Country Music Association, celle de l’Academy of Country Music, et autres récompenses prestigieuses.
Le trio sort son deuxième album intitulé Fly (en) le 31 août 1999. Il se classa immédiatement à la première place des ventes et dépassa rapidement la barre des 10 millions de copies écoulées. Les Dixie Chicks devinrent le premier groupe féminin tous genres confondus à avoir remporté deux disques de diamant à la suite. Neuf singles furent issus de Fly, dont Cowboy Take me Away et Without You qui furent tous deux numéro un des ventes au moment de leur sortie. Fly reçu à son tour nombre de récompenses (Grammy Awards, CMA Awards, ACM Awards entre autres) et le groupe eut enfin l’opportunité de partir en tournée en tant que tête d’affiche, accueillant souvent sur scène des invités tels que Joe Ely ou Ricky Skaggs. Elles participèrent également à la tournée Lilith Fair consacrée aux artistes féminines, pendant laquelle elles partagèrent la scène avec Sarah McLachlan et Sheryl Crow, entre autres grands noms.
Le titre Cowboy Take me Away devient un autre titre phare du répertoire des Dixie Chicks. La chanson est écrite par Martie, et décrit la romance entre sa sœur Emily et le musicien Charlie Robison. Martie offre ce titre au couple comme cadeau de mariage[source insuffisante]. Malgré leur succès fulgurant, certaines chansons du trio attirèrent les foudres d’auditeurs aux idées très conservatrices, en particulier Sin Wagon qui contient une allusion à caractère sexuel, et Goodbye Earl qui relate le meurtre d’un mari violent sous forme d’humour noir (l’acteur Dennis Franz joue le mari en question dans le vidéo clip de la chanson). En dépit de ces controverses, le groupe n’exprima aucun regret concernant le contenu des textes.

### Home(2001-2002)
Après le succès commercial de leurs deux premiers opus, les trois musiciennes entrèrent en conflit avec leur label, Sony Music. Elles accusèrent le label d’avoir usé de pratiques frauduleuses dans le but de ne pas leur verser la totalité des droits d’auteurs qui leur étaient dus. Les Dixie Chicks estiment que Sony leur devait au moins 4 millions de dollars américains. Sony réfute ces accusations et refuse de rembourser la somme, ce qui conduisit le groupe à quitter le label de façon abrupte. Le label leur intente alors un procès pour violation de contrat, auquel les jeunes femmes réponduisent par un contre-procès exigeant le remboursement des droits d’auteur. Après des mois de négociations, le groupe et le label trouvent un accord en privé et les Dixie Chicks purent fonder leur propre sous-label, Open Wide Records. Aujourd’hui[Quand ?], elles travaillent toujours sous l’égide de Sony, qui s’occupe de la distribution et la promotion des albums, mais ont davantage de contrôle sur leur musique et leur image, et reçoivent des droits d’auteur plus élevés qu’avant la création de Open Wide Records.
Lors du téléthon America: A Tribute to Heroes, organisé à la suite des attentats du 11 septembre 2001, et alors qu’elles étaient encore en pourparlers avec Sony, les Dixie Chicks dévoilèrent leur nouvelle chanson, une ballade efficace intitulée I Believe in Love.
Les trois jeunes femmes, délivrées de la pression exercée par leur maison de disques, prirent le temps de préparer leur nouvel album dans l’intimité de leurs maisons, écrivirent à propos de leur vie familiale (à l’époque heureuse pour chacune d’entre elles), et sollicitèrent les contributions d’artistes plus discrets, moins commerciaux que ceux avec qui elles avaient collaboré jusque-là. Cette nouvelle approche donna naissance à l’album indépendant Home, produit par Lloyd Maines et le trio lui-même, qui fut commercialisé à compter du 27 août 2002.
Contrairement aux deux albums précédents, Home est composé de titres entraînants très bluegrass, et de ballades mélancoliques (on peut notamment entendre la voix d’Emmylou Harris sur la chanson Godspeed ). Le titre qui ouvre l'album, Long Time Gone, se révèle une critique acide des radios de country d’aujourd'hui[Quand ?], les accusant de ne plus diffuser des artistes mythiques du genre tels que Hank Williams, Merle Haggard ou encore Johnny Cash. Long Time Gone est un nouveau succès. La chanson est le premier single des Dixie Chicks à entrer dans le top 10 des ventes américaines dans la catégorie pop, et atteint la seconde place du classement dans la catégorie country. Plus de 6 millions de copies de l'album Home se vendirent aux États-Unis. L’album remporte également des Grammy Awards et autres récompenses notables, mais manqua de justesse le statut de disque de diamant que ses prédécesseurs avaient atteint.
En 2002 les Dixie Chicks apparaissent dans deux émissions spéciales à la télévision : An Evening with the Dixie Chicks, concert acoustique destiné à présenter l’album Home au grand public, et une émission de trois heures intitulée The 40 Greatest Women of Country Music sur la chaîne CMT. Elles arrivèrent treizièmes sur un classement de quarante artistes féminines de country.

### Polémique autour de l'intervention américaine en Irak (2003-2005)
À la veille de l'invasion américaine de l'Irak, le 10 mars 2003, les Dixie Chicks donnent un concert à Londres au Shepherd's Bush Empire. Cette représentation ouvrait leur nouvelle tournée, The Top of the World Tour. Au moment de présenter le titre Travelin' Soldier, Natalie Maines, originaire du Texas tout comme Martie et Emily, déclare :

« Juste pour que vous sachiez, nous sommes du bon côté tout comme vous [l’opinion publique britannique était très partagée quant à l’envoi de troupes en Irak et plusieurs manifestations avaient eu lieu à Londres au cours des semaines précédentes, en particulier celle du 15 février]. Nous ne voulons pas de cette guerre ni de cette violence, et nous avons honte que notre président soit originaire du Texas. »

Ce commentaire à propos du président George W. Bush fut retranscrit dans un article du journal britannique The Guardian, et très vite les médias américains s’en emparent. C'est le début d’une longue polémique pour le groupe. Les critiques fusèrent, et il est vivement reproché aux Dixie Chicks d’avoir manqué de respect au président alors qu’elles se trouvaient à l'étranger. Ce à quoi Natalie répond, candide : « J’ai fait ce commentaire [au Royaume-Uni] parce que c’est là où je me trouvais ! ».
De nombreux fans de country sont offensés par le commentaire, et l'auditoire country étant la cible marketing principale des Dixie Chicks, la polémique a de lourdes conséquences financières pour le trio. Les radios de country entament un boycott anti-Dixie Chicks, refusant de diffuser leur dernier single  Landslide , qui en à peine une semaine chute de la dixième à la quarante-troisième place du classement des ventes de musique country. La semaine suivante le single ne figure même plus au classement. Le reste du répertoire du groupe est lui aussi banni. Natalie tenta de clarifier sa position le 12 mars en reformulant ses propos de la façon suivante : « J'ai le sentiment que le président ignore l’opinion de nombreux citoyens américains et manipule le reste du monde. » Cette nouvelle déclaration ne parvint pas à faire taire les critiques, et Natalie publia un message d’excuses sur le site web des Dixie Chicks le 14 mars : 

« En tant que citoyenne américaine en proie à une grande inquiétude, je présente mes excuses au président Bush car ma remarque était irrespectueuse. Je considère que toute personne occupant cette fonction devrait être traitée avec le plus grand respect. Nous sommes actuellement en tournée en Europe, et sommes quotidiennement témoins d’une vague d’anti-américanisme motivée par ce qui semble être une décision hâtive de partir en guerre. Je ne nie pas qu’une entrée en guerre puisse être envisageable, mais en tant que mère je souhaite simplement que toute alternative potentielle soit prise en considération avant de se résoudre à mettre en danger les vies d’enfants et de soldats américains. J’aime mon pays. Je suis fière d’être américaine. »

Alors que certains fans furent déçus de voir Natalie s’excuser publiquement, d’autres jugèrent ces remords insuffisants et continuèrent le boycott. Lors d’un rassemblement orchestré par d’anciens fans en colère, un certain nombre de CD du groupe furent détruits à l’aide d’un bulldozer. En réponse à un sondage organisé par une station de radio basée à Atlanta, 76 % des auditeurs ayant participé déclarèrent qu’ils n’hésiteraient pas à rendre leurs albums des Dixie Chicks contre remboursement s’ils le pouvaient.
Bruce Springsteen monta au créneau pour soutenir le groupe publiquement, rappelant l’importance de la liberté d’expression. Néanmoins la pression médiatique était telle que même Madonna, intimidée par le mouvement d’indignation contre le trio, repoussa la sortie de son clip pour la chanson American Life, qui contenait à l’origine une scène au cours de laquelle la star jetait une grenade en direction d’un sosie du président Bush. Cette scène fut finalement exclue du clip.
Alors que la majorité des grands noms de la country choisirent de tourner le dos aux Dixie Chicks, Merle Haggard, l’une des légendes du genre et fervent opposant à la guerre en Irak, créa la surprise en déclarant au cours d’une interview avec The Associated Press le 25 juillet 2003 :

« Je ne connais pas les Dixie Chicks personnellement, mais lorsque j’ai vu la quasi-majorité du pays leur sauter à la gorge juste parce qu’elles avaient exprimé une opinion, j’ai trouvé que c’était une insulte à toutes les femmes et tous les hommes qui ont combattu au cours des guerres passées et ont perdu la vie. On aurait dit une chasse aux sorcières verbale, un vrai lynchage. »

Le 24 avril 2003, les Dixie Chicks lancèrent une campagne médiatique destinée à expliquer leur position sur le conflit en Irak. Lors d’une interview avec la présentatrice télé Diane Sawyer, Natalie indiqua qu’elle ne regrettait pas son commentaire, mais plutôt les mots qu’elle avait choisis. Sur la couverture du magazine Entertainment Weekly de mai 2003, le trio apparut dénudé (bien qu’aucune partie intime ne fut montrée) et couvert de faux tatouages sur lesquels on pouvait lire : « traîtresses », « anges de Saddam », « Dixie salopes », « fières d’être américaines », « liberté d’expression », « courageuses » entre autres slogans (positifs comme négatifs) associés au groupe à la suite du commentaire de Natalie.
Interviewé le 24 avril par Tom Brokaw, le président Bush déclara :

« Les Dixie Chicks sont libres de s’exprimer. Elles ont le droit de dire ce qu’elles veulent… elles ne devraient pas être attristées sous prétexte que certaines personnes ne veulent plus acheter leurs disques quand elles expriment leurs opinions… la liberté est une rue à double sens… je me fiche un peu de ce qu’ont dit les Dixie Chicks. Je veux faire ce que je pense être la bonne chose pour le peuple américain, et si certains chanteurs ou stars hollywoodiennes veulent contester mes décisions, pas de problème. C’est ce qu’il y a de génial aux États-Unis. C’est un gros contraste avec ce qu’il se passe en Irak… »

Pendant ce temps-là les Dixie Chicks préparaient le volet américain de leur tournée. Certaines menaces proférées à l’encontre du groupe menèrent à l’installation de détecteurs de métaux à l’entrée des salles de concert. Lors de la première représentation, le 1er mai à Greenville en Caroline du Sud, le trio reçut un accueil chaleureux, et la majorité des 15 000 fans étaient présents au rendez-vous (la tournée entière affichait complet, mais les billets avaient été commercialisés avant le début de la polémique). Les trois jeunes femmes s’étaient préparées à l’éventualité d’un public hostile, et Natalie proposa de consacrer quelques minutes à ceux qui souhaitaient les huer, mais la salle répondit en majorité par des acclamations.
Néanmoins le mouvement d’indignation contre le groupe continua, avec notamment une menace de mort à l’encontre de Natalie, prise très au sérieux par les autorités. Dans une lettre adressée aux musiciennes, un individu exprimait son intention d’introduire une arme à feu dans la salle de concert de Dallas où les Dixie Chicks devaient se produire le 6 juillet, et d’en faire usage contre Natalie au cours de la représentation. Les jeunes femmes furent escortées par la police jusqu’à la salle de concert, puis transférées directement vers l’aéroport dès la fin du concert.
Un peu plus tôt, le 6 mai 2003, deux programmateurs radio sont licenciés pour avoir diffusé les Dixie Chicks, et le 22 mai, au cours de la cérémonie des ACM Awards, l’annonce de la nomination du groupe dans la catégorie artiste de l’année se fit sous les huées du public. Vince Gill, qui présentait la cérémonie, rappelle au public que chacun avait le droit d’exercer sa liberté d’expression. Le prix est accordé à Toby Keith, ennemi public de Natalie Maines depuis qu’elle avait critiqué sa chanson Courtesy of the Red, White and Blue (The Angry American) l’année précédente. Lors de cette même cérémonie, Natalie est vêtue d’un tee-shirt sur lequel sont imprimées les initiales FUTK. Beaucoup traduisent cet acronyme par Fuck You Toby Keith, ce qui n'a jamais été confirmé par Natalie. Un porte-parole du groupe déclare que derrière les initiales se cachait la devise « Friends United in Truth and Kindness », bien que cela ait été difficile à croire. De nombreux anciens fans et autres supporters de Toby Keith répondirent à cette nouvelle provocation par des tee-shirts FUDC, pour « Fuck You Dixie Chicks ».  Interrogée au sujet de cet épisode en 2004 par Bill Maher, Natalie reconnut avoir eu des différends avec Toby Keith et expliqua qu’elle pensait que le tee-shirt passerait inaperçu.
Quelques mois après le commentaire à propos de George W. Bush, les Dixie Chicks s'associent à l’initiative Rock the Vote à qui elles offrent la somme de 100 000 dollars américains, et pour qui elles participent à des concerts réunissant divers artistes. Rock the Vote avait pour but d’encourager les jeunes générations à s’inscrire sur les listes électorales et à participer aux scrutins. Natalie explique alors :  « Nous avons toujours eu cette envie de trouver un ou des moyens de créer un impact en dehors du monde de la musique….je pense que tout ce qui s’est passé au cours des mois derniers n’est pas arrivé par hasard. Beaucoup de choses positives sont nées de [cette polémique] et [notre participation à Rock the Vote] n’en est qu’une. Nous sommes très engagées et motivées par [cette cause] à l’heure actuelle. » 
À l’automne 2003, les Dixie Chicks réalisent une campagne publicitaire télévisée sponsorisée par Lipton Original Iced Tea. Il s'agissait d’une sorte de pied de nez adressé aux initiateurs du boycott et autres brimades infligées au groupe. Dans la publicité, le trio s’apprête à donner un concert dans une salle gigantesque quand une coupure de courant survient. Le groupe ne s’avoue pas vaincu et entonne une version acoustique de Cowboy Take Me Away sous les acclamations du public.
Dans une interview de 2003 accordée au magazine allemand Der Spiegel, Martie déclara : « Nous n’avons plus le sentiment d’appartenir à la scène country, ce n’est plus notre milieu. »
Elle exprima sa déception quant au manque de soutien de la part des grands noms de la country, et le fait qu’elles aient été « oubliées » durant la cérémonie des ACM. « A la place, nous avons gagné trois Grammy Awards alors que la compétition était bien plus grande. Du coup nous considérons que nous appartenons désormais à la grande famille du rock ‘n’ roll. » Certains fans furent choqués par ces propos, mais les jeunes femmes ne s’étendirent pas davantage sur le sujet.
La même année, la Croix-Rouge américaine rejeta une proposition de partenariat commercial avec les Dixie Chicks d’un montant d’un million de dollars américains. L’organisation passa ce refus sous silence, et c’est le groupe lui-même qui révéla l’affaire au cours d’une interview en mai 2006 diffusée sur la chaîne de radio Sirius Satellite Radio dans le cadre de l’émission The Howard Stern Show. Selon Julie Thurmond Whitmer, porte-parole de la Croix-Rouge américaine, les Dixie Chicks avaient précisé que le don ne serait fait « qu’à condition que l’association sponsorise leur tournée de l’été 2003 ». Elle ajouta : « La polémique entourant les Dixie Chicks a rendu impossible tout partenariat avec la Croix-Rouge américaine, car une telle collaboration aurait entraîné la violation des deux principes fondamentaux de l’organisation, à savoir l’impartialité et la neutralité… Dans l’éventualité où les Dixie Chicks souhaiteraient offrir une donation sans condition à la Croix-Rouge américaine, nous l’accepterions avec plaisir. »
À peine plus d’un an plus tard, les ouragans Katrina et Rita dévastèrent la région du golfe du Mexique, et notamment l’État du Texas dont les Dixie Chicks sont originaires. En septembre 2005 le groupe prit part au téléthon Shelter from the Storm: A Concert for the Gulf Coast, au cours duquel il interpréta une chanson inédite, I Hope. Le titre ne figura pas sur le DVD du concert, mais fut rapidement disponible en téléchargement et les profits furent versés non pas à la Croix-Rouge mais aux associations Habitat for Humanity et The American Foundation of Musicians Gulf Coast Relief Fund.
En octobre 2004, durant la campagne électorale présidentielle, les Dixie Chicks participent à la tournée Vote for Change, se produisant lors de concerts organisés par le site MoveOn.org dans les états encore indécis. Leurs prestations aux côtés de James Taylor furent très bien reçues par le public, néanmoins certaines déclarations de Natalie révélèrent une certaine inquiétude quant à la direction à prendre pour assurer le futur du groupe.
En 2005, les trois musiciennes participent à un projet intitulé Love Rocks dont le but était d’encourager à la tolérance envers les relations homosexuelles, bisexuelles, les changements de sexe, etc. Un album réunissant 31 artistes (dont Dolly Parton, Christina Aguilera, Yoko Ono et Mandy Moore) est commercialisé et la chanson I Believe in Love de l’album Home y figure.

### Taking the Long WayetShut Up and Sing(2006-2007)

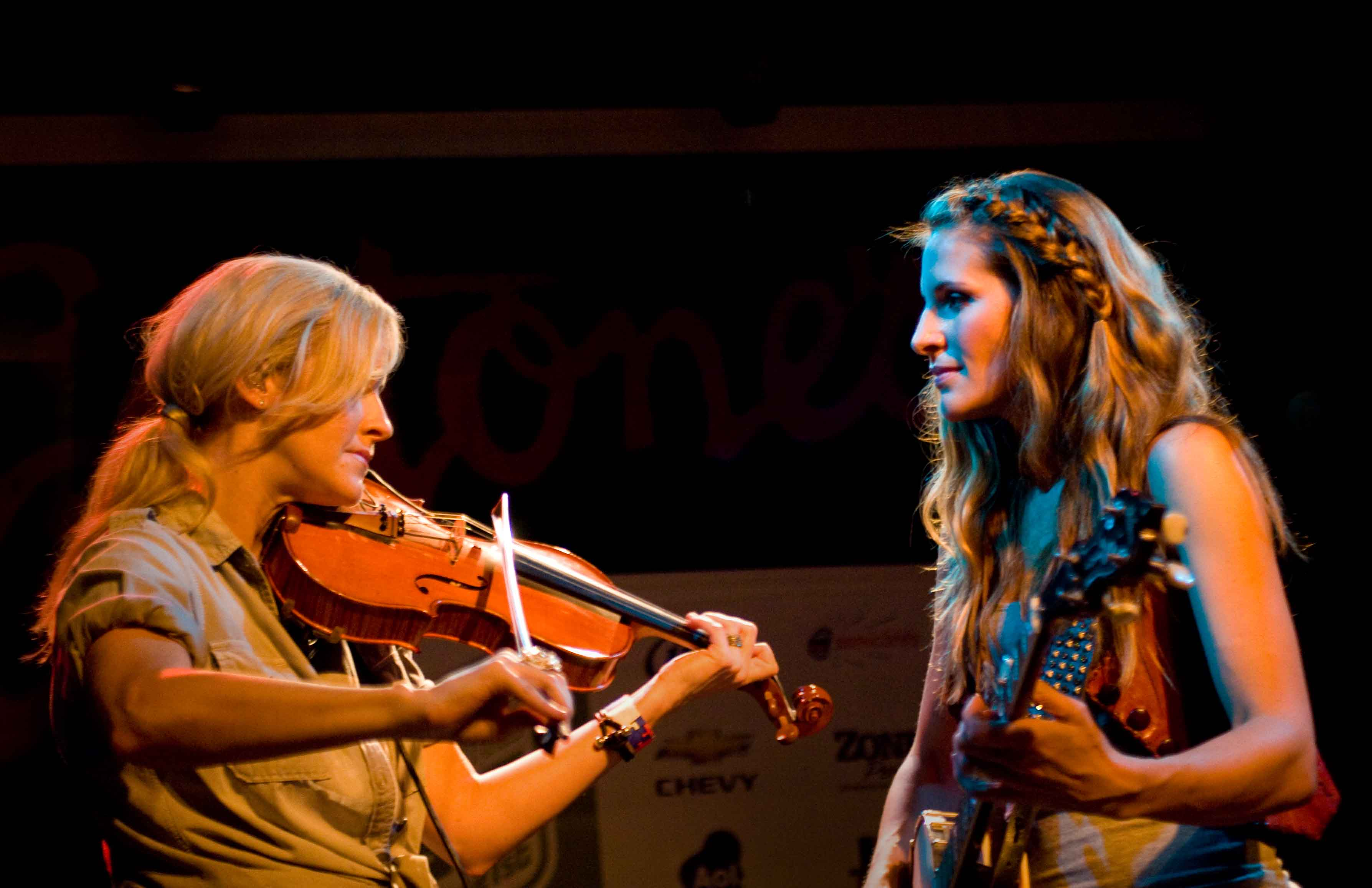
Martie Maguire et Emily Robinson en 2010.

Le 16 mars 2006, les Dixie Chicks sortirent leur nouveau single, Not Ready to Make Nice, peu de temps avant le lancement du nouvel album dans son intégralité. Coécrit par le groupe et l’auteur-compositeur Dan Wilson, le titre aborde sans détour le sujet de la controverse politique traversée par le trio au cours des trois années précédant sa sortie :
Je ne suis pas prête à faire la paix

Je ne suis pas prête à lâcher l’affaire

Je suis toujours folle de colère et je n’ai pas le temps de tourner en rond

Il est trop tard pour revenir en arrière

Même si je le pouvais, je ne le ferais probablement pas

Car je suis toujours folle de colère

Je ne peux pas me résoudre à agir comme vous le voudriez
— Dixie Chicks, Not Ready to Make Nice (Taking the Long Way)
Les paroles contiennent également une réaction aux menaces de mort contre Natalie ainsi qu’aux propos d’une femme qui, au cours d’une manifestation anti-Dixie Chicks, avait encouragé sa petite fille à crier « Qu’elles aillent se faire foutre ! » :
Comme j’ai fait mon lit je me suis couchée, et je dors comme un bébé

(signifiant "on récolte ce que l'on sème et je le vis bien")

Sans regret et je n’ai pas peur de dire

Quelle triste, triste histoire que celle de cette mère qui apprend

À sa fille à détester une personne qu’elle ne connaît pas

Et comment diable mes paroles ont-elles pu

Rendre quelqu’un assez fou pour m’envoyer une lettre

Me disant qu’il vaudrait mieux

Que je la ferme et me contente de chanter

Sinon ma vie prendra fin
— Dixie Chicks, Not Ready to Make Nice (Taking the Long Way)
Dans une interview, Emily confia : « L’enjeu était sans aucun doute plus important pour cette chanson. Nous savions qu’elle était spéciale de par sa nature autobiographique, et nous ne voulions pas manquer le coche. Une fois cette chanson écrite, cela nous a libérées d’un poids et nous avons continué avec le reste de l’album sereinement. » Elle ajouta que toutes trois avaient vécu l’écriture de la chanson comme une sorte de thérapie, puisqu’elles avaient enfin eu l’opportunité de révéler au grand jour des émotions qu’elles avaient gardées secrètes depuis l’incident. L’album leur semblait donc plus personnel que politique.
À la sortie de ce nouvel opus, de nombreux médias spéculèrent sur l’accueil que le public américain lui réserverait. Taking the Long Way fut dans les bacs à partir du 22 mai 2006. Le disque fut produit par Rick Rubin  qui avait déjà travaillé avec des artistes tels que System of a Down, les Red Hot Chili Peppers, Neil Diamond ou encore Johnny Cash. Les quatorze titres présents sur l’album furent tous coécrits par le trio, avec l’aide de divers artistes dont Neil Finn pour Silent House  . Plusieurs titres semblent faire allusion à l’incident de 2003, et il est clair qu’à cette époque le groupe n’était plus d’humeur à s’excuser.  « J’aime autant avoir un auditoire plus restreint, révéla Martie,  composé de gens supers qui comprennent quel type d’artistes nous sommes, des personnes qui sont prêtes à mûrir en même temps que nous et qui resterons des fans pour la vie, que d’être admirée par des individus qui nous calent sur une playlist entre une chanson de Reba McEntire et une autre de Toby Keith. Nous ne voulons pas de ces fans. Ils ne font que nous limiter dans ce que nous faisons. »  Natalie revint également sur ses excuses au président : « Je me suis excusée d’avoir dénigré la Maison-Blanche, mais je ne vois plus les choses de la même façon aujourd’hui. À mon avis il ne mérite en aucun cas d’être respecté. »
Taking the Long Way démarra non seulement à la première place des ventes de pop aux États-Unis, mais aussi à celle des ventes de country. 526 000 copies sont écoulées au cours de la semaine suivant sa sortie et l'album devient disque d'or, malgré un manque de soutien flagrant des chaînes de radio américaines (qui avaient pourtant aidé à faire de leurs opus précédents des succès). Les Dixie Chicks deviennent le premier groupe féminin ayant à leur acquis trois albums classés numéro 1 dès leur sortie dans toute l’histoire des classements musicaux.
Not Ready to Make Nice et Everybody Knows (le deuxième single issu de l’album) furent largement ignorés par les radios de country américaines. En juin 2006, Emily mentionna le changement d’attitude de certaines stars de la country : « Beaucoup d’artistes se sont retournés contre nous suite à l’incident dans l’unique but de booster leur réputation et leur carrière, ce que je trouve horrible… Soudain l’humeur générale était à la complaisance, et il n’y avait plus un clip sans soldats et drapeaux américains. Cet ultra-patriotisme était omniprésent, c’en était écœurant . » Natalie renchérit : « Je vais peut-être me mettre tout le pays à dos, mais je ne vois pas en quoi c’est si important d’être patriotique. Pourquoi faut-il nécessairement être bon patriote ? […] Que l’on puisse aimer l’endroit où l’on réside et la vie que l’on mène, d’accord, mais quant à aimer le pays dans son intégralité… je ne comprends pas pourquoi les gens trouvent ça important. »  En Europe, les deux singles furent très bien relayés par les radios de country, atteignant respectivement la 13e et la 11e place du classement européen des ventes de country (chacun demeura dans le classement plus de vingt semaines d’affilée).
La nouvelle tournée du groupe, intitulée Accidents and Accusations Tour, débute en juillet 2006. Les ventes de billets sont satisfaisantes au Canada et dans le Nord-Est des États-Unis, mais relativement faibles ailleurs. Certains concerts furent annulés ou transférés vers de plus petites salles en raison du nombre décevant de places vendues. Une date avait été prévue à Houston au Texas, mais les tickets ne furent jamais mis en vente car les radios locales refusèrent de promouvoir l’évènement.  Le parcours de la tournée dut être modifié, et une nouvelle liste de dates fut rendue publique en août. Le groupe passerait plus de temps sur les scènes canadiennes, l’album étant devenu cinq fois disque de platine au Canada. Les concerts en eux-mêmes sont dénués de commentaires politiques, les trois jeunes femmes préférant laisser leur musique parler pour elles. Not Ready to Make Nice reçoit une ovation lors de chaque concert. Le volet européen de la tournée vit le retour des Dixie Chicks sur « la scène du crime », puisqu’elles donnèrent de nouveau un concert au Shepherd's Bush Empire à Londres. Entre deux titres, Natalie lança : « J’ai envie de vous dire quelque chose que vous n’avez jamais entendu. Juste pour que vous sachiez, nous avons honte que notre président soit originaire du Texas », ce qui provoqua les rires et acclamations du public.
En 2006, Taking the Long Way était le neuvième album le mieux vendu aux États-Unis. Au cours de la cérémonie des 49e Grammy Awards, tenue le 11 février 2007, le groupe remporta toutes les récompenses pour lesquelles il était nommé, c’est-à-dire cinq. Parmi elles, les prix de la chanson de l’année et du single de l’année pour Not Ready to Make Nice, et celui de l’album de l’année pour Taking the Long Way. Aucun artiste n’avait remporté ces trois titres simultanément depuis 14 ans. Après les Grammy Awards, l’album remonta à la huitième place des ventes toutes catégories confondues, et parvint enfin à la première place des ventes de country. Le clip de Not Ready to Make Nice est nommé deux fois aux CMT Music Video Awards de 2007 (dans les catégories « vidéo de l’année » et « vidéo de l’année par un groupe ») mais ne fut pas récompensé. Le trio obtient une nomination aux CMA 2007 dans la catégorie « meilleur groupe de l’année », mais perdirent face à Rascal Flatts.
À l’occasion du Toronto International Film Festival de 2006 fut présenté un documentaire de Barbara Kopple, Dixie Chicks : Shut Up and Sing. Le film suit les Dixie Chicks durant plus de trois ans et couvre de multiples aspects de la carrière du trio, notamment l’épisode de la controverse politique et ses conséquences.
Plusieurs chaînes de télévision américaines refusèrent de diffuser une campagne publicitaire pour le lancement du documentaire en salles, preuve que le boycott anti-Dixie Chicks subsistait dans certains états plus de trois ans après l’incident.

### Pause, retour et changement de nom (depuis 2008)
Après la sortie de Shut Up and Sing, le groupe prend la décision de faire une pause, chaque membre souhaitant se consacrer à ses enfants en bas âge. Lors d’un rassemblement à Little Rocks (Arkansas) en décembre 2007, Natalie fait part de soutien envers « the Memphis Three », trois hommes condamnés pour triple meurtre en 1993, et que beaucoup croient innocents. Dans son discours Natalie fait référence à une thèse suggérant l’implication du beau-père de l’une des victimes, thèse avancée par la défense des trois condamnés. En novembre 2008, le beau-père en question lança un procès en diffamation contre Natalie Maines et les Dixie Chicks. Celui-ci fut invalidé par un juge fédéral en décembre 2009.
En janvier 2010, Emily Robison et Martie Maguire annoncent leur intention de sortir un album sans Natalie Maines, sous le nom de Court Yard Hounds. La dissolution des Dixie Chicks est néanmoins fermement démentie par les deux sœurs dans diverses interviews. L’absence de Natalie fut expliquée par son désir de voir grandir ses deux fils, Jackson Slade et Beckett Finn (nés respectivement en 2001 et 2004 de son union avec l’acteur Adrian Pasdar, qu’elle a épousé en juin 2000). Natalie vivant désormais à Los Angeles, loin des résidences texanes de Martie et Emily, la conception, l’enregistrement et la promotion d’un nouvel album l’aurait conduite à s’éloigner trop souvent de sa famille, ce qu’elle ne souhaitait pas à l’époque. En revanche, Martie et Emily avaient toutes deux ressenti l’appel du studio et de la scène, d’où la création du nouveau groupe. Il fut décidé qu’Emily serait la chanteuse principale puisqu’elle avait écrit la majorité des titres présents sur l’album éponyme, largement inspiré de son récent divorce avec le musicien Charlie Robison.
Au milieu des rumeurs de séparation, les Dixie Chicks créent la surprise en mars 2010 avec l’annonce de plusieurs concerts aux États-Unis et Canada en première partie des Eagles. Les Court Yard Hounds sortirent un second opus en 2013 avant que le groupe annonce une tournée d'un an intitulée DCX MMXVI World Tour qui les emmena en Europe et en Australia, entre autres. Le groupe à succès collaborera sur l’album de la chanteuse américaine à succès Taylor Swift intitulé Lover dans sa chanson Soon You’ll Get Better. 
À la suite du succès de cette tournée, qui permet la sortie de l'album DCX MMXVI Live, et au divorce de Natalie Maines, le groupe a réinvesti les studios pour la première fois depuis plus de dix ans afin de produire l'album Gaslighter. Celui-ci est sorti en juillet 2020 après avoir été repoussé par la pandémie ainsi que par la décision du groupe de changer de nom après les manifestations Black Lives Matter des mois de mai et juin. Le 25 juin, le trio a annoncé s'appeler désormais The Chicks. La tournée de l'album Gaslighter, repoussée plusieurs fois à cause de la pandémie Covid-19, a pu commencer en juin 2022.

## Discographie
- 1990 : Thank Heavens for Dale Evans
- 1992 : Little Ol' Cowgirl
- 1993 : Shouldn't a Told You That
- 1998 : Wide Open Spaces (en)
- 1999 : Fly
- 2002 : Home
- 2003 : Top of the World Tour: Live
- 2006 : Taking the Long Way
- 2010 : Very Best of the Dixie Chicks
- 2012 : Wide Open Space: The Collection
- 2017 : DCX MMXVI Live
- 2020 : Gaslighter